# 十二里村
十二里村（じゅうにさとむら）は、かつて青森県にあった村。

## 沿革
- 1889年（明治22年）4月1日 - 町村制施行により南津軽郡矢沢村、俵升村、下俵升村、西中野目村、亀岡村、吉向村、中野目村、五林村、水沼村、小畑村、中島村、柏木堰村が合併し、十二里村が発足。
- 1955年（昭和30年）2月1日 - 南津軽郡藤崎町と合併して藤崎町を新設し消滅。

## 施設
藤崎町との合併時点
- 十二里郵便局（郵便局のみ現在も存続）
- 十二里中学校
- 小畑小学校
- 西中野目小学校